# Motti Aškenazi
Motti Aškenazi (hebrej.:מוטי אשכנזי ),(1940, Haifa), je záložní kapitán Izraelských obranných sil (IDF) známý tím, že během Jomkipurské války v roce 1973 velel pevnosti Budapest, jediné pevnosti Bar Levovy linie, kterou se egyptské armádě nepodařilo po celou dobu války dobýt. Po válce se stal známým svým protestem před úřadem izraelské vlády, kterým odstartoval konec politické kariéry premiérky Goldy Meirové a ministra obrany Moše Dajana.[zdroj?]

## Mládí
Narodil se v roce 1940 v Haifě. Vystudoval zemědělskou školu v Kadoorii a působil v sionistickém mládežnickém hnutí Ha-Machanot ha-olim. V roce 1958 vstoupil do IDF. Službu vykonával u výsadkového praporu, součásti výsadkové brigády. Po dokončení výcviku působil ve funkci velitele čety. V roce 1969 se zúčastnil šestidenní války a v řadách 68. praporu Jeruzalemské brigády se zúčastnil osvobození Jeruzaléma.

## Politická činnost
Po Šestidenní válce se zapojil do mírové hnutí, které obhajovalo vytvoření nezávislého palestinského subjektu. V roce 1969 ale odmítl návrhy, aby za toto hnutí kandidoval do Knesetu, a samotné hnutí opustil. Začátkem 70. let 20. století se zapojil do pomoci hnutí za rovnoprávnost Mizrachim – Židům pocházejícím z arabských zemí a organizaci, které vzešlo z hnutí izraelských Černých panterů. Krátce před vypuknutím Jomkipurské války publikoval několik článků, ve kterých varoval před nebezpečím zahájení omezené války ze strany Egypta. Jeho varování byla ale velením armády odmítnuta.[zdroj?]

## Jomkipurská válka
V září 1973 byl odeslán do pevnosti Budapest, součásti Bar Levovi linie jako jako velitel posádky. Zjistil, že samotná pevnost je ve špatném stavu, na což velení opakovaně upozorňoval. Opakovaně také upozorňoval na zvyšující se koncentraci egyptských jednotek. Jeho hlášení ale byla opomíjena. Podařilo se mu provést několik vylepšení obrany: byla položena minová pole, natažen ostnatý drát a pevnost byla dovybavena pěchotními zbraněmi. I díky těmto opatřením dokázal šest dnů po zahájení války se svými vojáky a dvěma četami tanků odolávat egyptským útokům. Přestože byl zraněn, jednotka útokům odolávala a pevnost Budapest byla jediným opěrným bodem Bar Levovy linie, který nebyl Egypťany obsazen.

## Poválečné protesty
V únoru 1974 byl propuštěn do zálohy. V době, kdy zahájila svou činnost Agranatova komise, začal veřejně poukazovat na chyby politického vedení a požadovat odstoupení premiérky Goldy Meirové a ministra obrany Moše Dajana. Na podporu svých požadavků vyhlásil osmačtyřicetihodinovou hladovku. Jeho protesty ale Dajan odmítl s poukazem na výsledky voleb do Knesetu z prosince 1973, ve kterých jasně zvítězila strana Ma'arach G. Meirové. Navíc Agranatova komise obvinila ze selhání pouze některé vojenské špičky, ale politické vedení neobvinila. Aškenazy přesto dál protestoval. Postupem času se k jeho protestům přidávali další civilisté i záložní vojáci. Všichni požadovali rezignaci Meirové a Dajana. Protest byl úspěšný a nová izraelská vláda rezignovala v květnu 1974.

## Osobní život
Po protestech byl z armády propuštěn. V roce 2003 napsal o svých zkušenostech z Jomkipurské války knihu. Do povědomí veřejnosti se vrátil poté, co se připojil k hnutí protestujícímu proti izraelské invazi do Libanonu.
V roce 2019 kandidoval ve volbách do Knesetu za stranu Sociální spravedlnost.
| „               | Demokracie je očividně dynamická a velmi křehká věc. Před 33 lety byla ministerská odpovědnost mnohem důležitějším principem, než osobní odpovědnost. | “ |
| — Moti Aškenazi | |   |